# Algemene begraafplaats Ameland
De algemene begraafplaats Ameland is een gemeentelijke begraafplaats aan het Bramerduinenpad in de Nederlandse plaats Nes op Ameland.

## Oorlogsgraven
Op de begraafplaats liggen 69 doden uit de Tweede Wereldoorlog begraven, afkomstig uit landen van het Gemenebest.
De meeste doden zijn op het eiland aangespoeld, zoals soldaat Richard Carswell van de Queen's Own Cameron Highlanders of Canada, die omkwam bij de Raid op Dieppe.
Oorspronkelijk waren de oorlogsgraven op Ameland verspreid over alle vier begraafplaatsen op het eiland.
Aan het eind van de oorlog waren er 98 oorlogsgraven op de algemene begraafplaats.
De Amerikanen zijn gerepatrieerd of overgebracht naar de militaire begraafplaats in Margraten.
De Fransen en Marokkanen (gesneuveld bij de evacuatie uit Duinkerke) zijn in 1949 deels gerepatrieerd, deels overgebracht naar het Franse ereveld in Kapelle (Zeeland).
Meerdere militairen in dienst van het Gemenebest en Polen zijn in 1952 om onduidelijke redenen overgebracht naar het Jonkerbos War Cemetery te Nijmegen.
Alle Duitse oorlogsgraven werden in 1959 overgebracht naar de Duitse militaire begraafplaats in Ysselsteyn.
Op de begraafplaats staat een herdenkingskruis (Cross of Sacrifice) naar ontwerp van Sir Reginald Blomfield.
Het is uitgevoerd in natuursteen, en er is een bronzen zwaard op aangebracht.